# North Cape (Île-du-Prince-Édouard)
Pour les articles homonymes, voir North Cape.
North Cape est un cap dans le comté de Prince à l'extrémité nord-est de l'Île-du-Prince-Édouard.
C'est l'endroit qui délimite la limite ouest du détroit de Northumberland.  Un récif large fait de roches sédimentaires s'étend dans le golfe du Saint-Laurent de ses basses falaises de grès. La Garde côtière canadienne maintient un phare comme une balise pour la navigation.
Le Service météorologique du Canada a une station météorologique près du phare (Identification - WNE).

## Ferme éolienne
North Cape Wind Farm est une petite ferme éolienne construite près de Tignish, Île-du-Prince-Édouard. Elle fut terminée le 16 novembre 2001. L'installation appartient et est maintenue par Prince Edward Island Energy Corporation, une société de la couronne qui appartient et maintient l'Eastern Cape Wind Farm. Elle produit 4% de l'électricité pour l'ÎPE. La ferme éolienne fut construite à côté du site du Atlantic Wind Test Site à North Cape. Le gouvernement fédéral a établi un site de recherche sur l'énergie éolienne à North Cape durant la crise d'énergie des années 1970, car la région était constamment l'une des plus venteuses au Canada. Depuis les années 90, une petite ferme éolienne a été construite près du site de recherche.
La ferme a huit éoliennes Vestas V-47-660 et produisent 5.2800 MW heures d'électricité par années.
Le capital pour construire la ferme fut accomplie par l'achat de bons d'épargne d'énergie de l'ÎPE.
L'énergie est achetée par Maritime Electric Company Limited qui le distribue alors à ses clients.

## Récolte d'algues
Durant l'été, les algues sont récoltées à cet endroit. Les algues sont utilisées pour la cuisson, comme engrais et un stabilisateur pour les produits commerciaux.

## Galerie

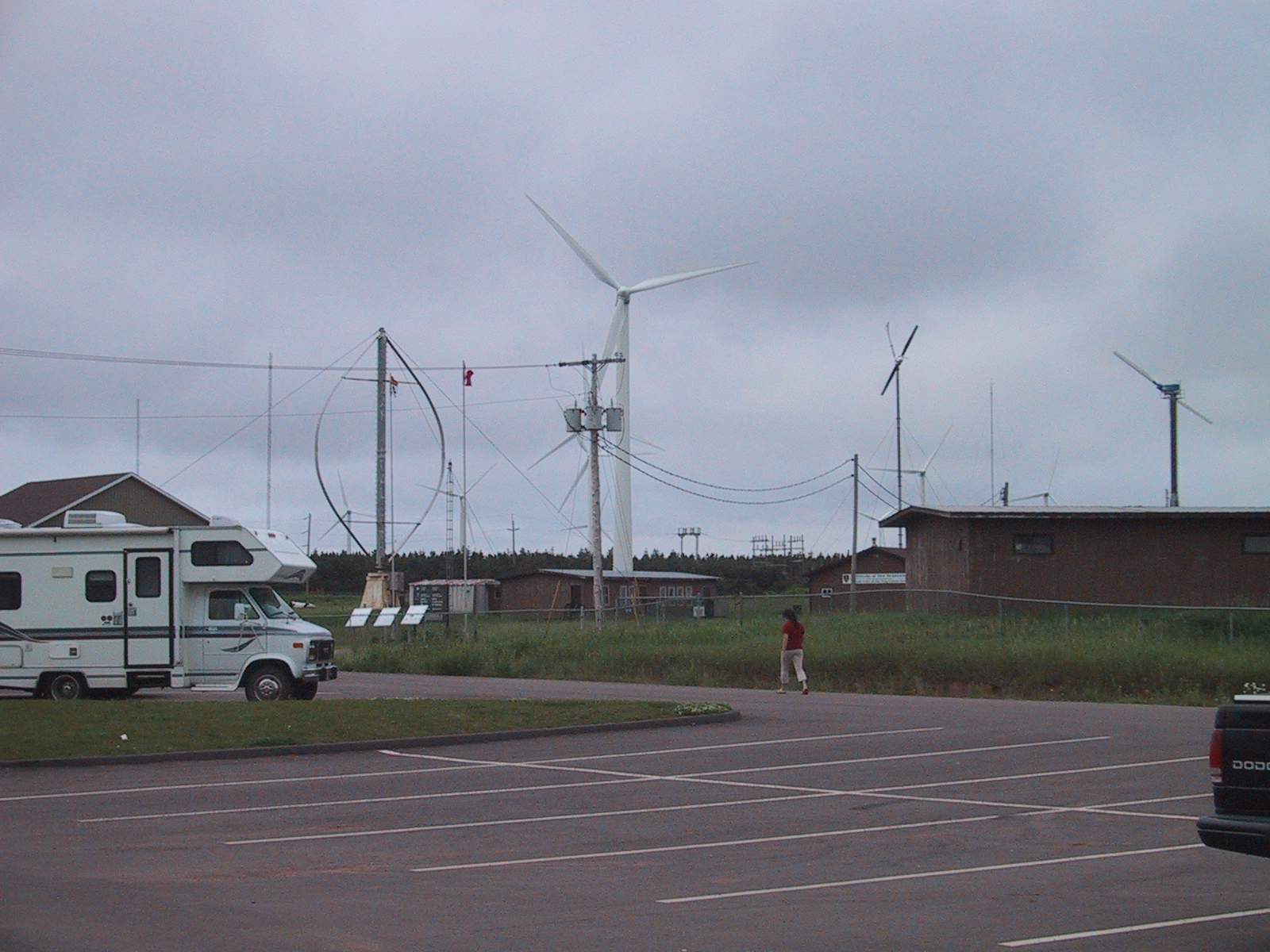
Éoliennes à North Cape
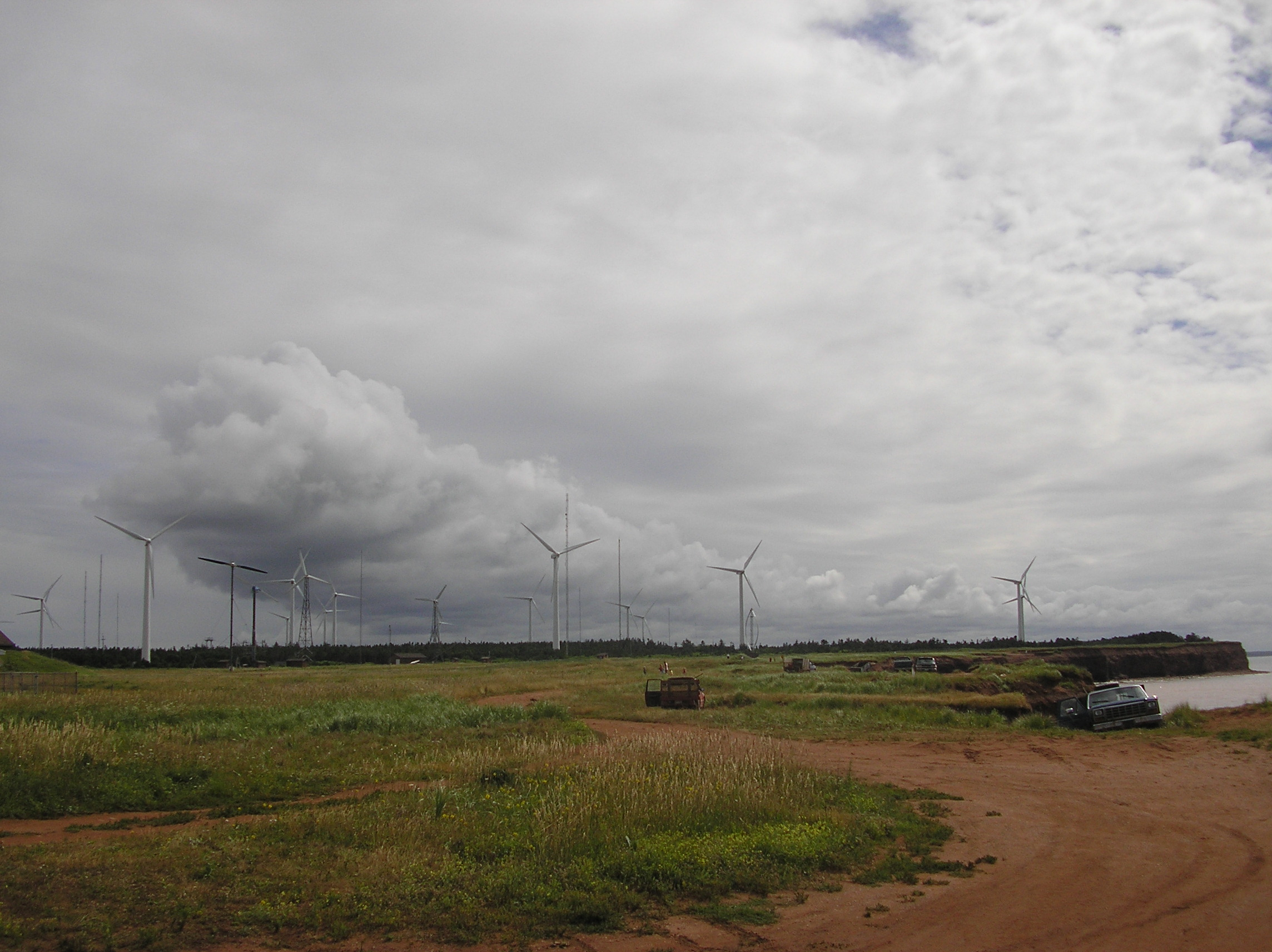
Éoliennes à North Cape
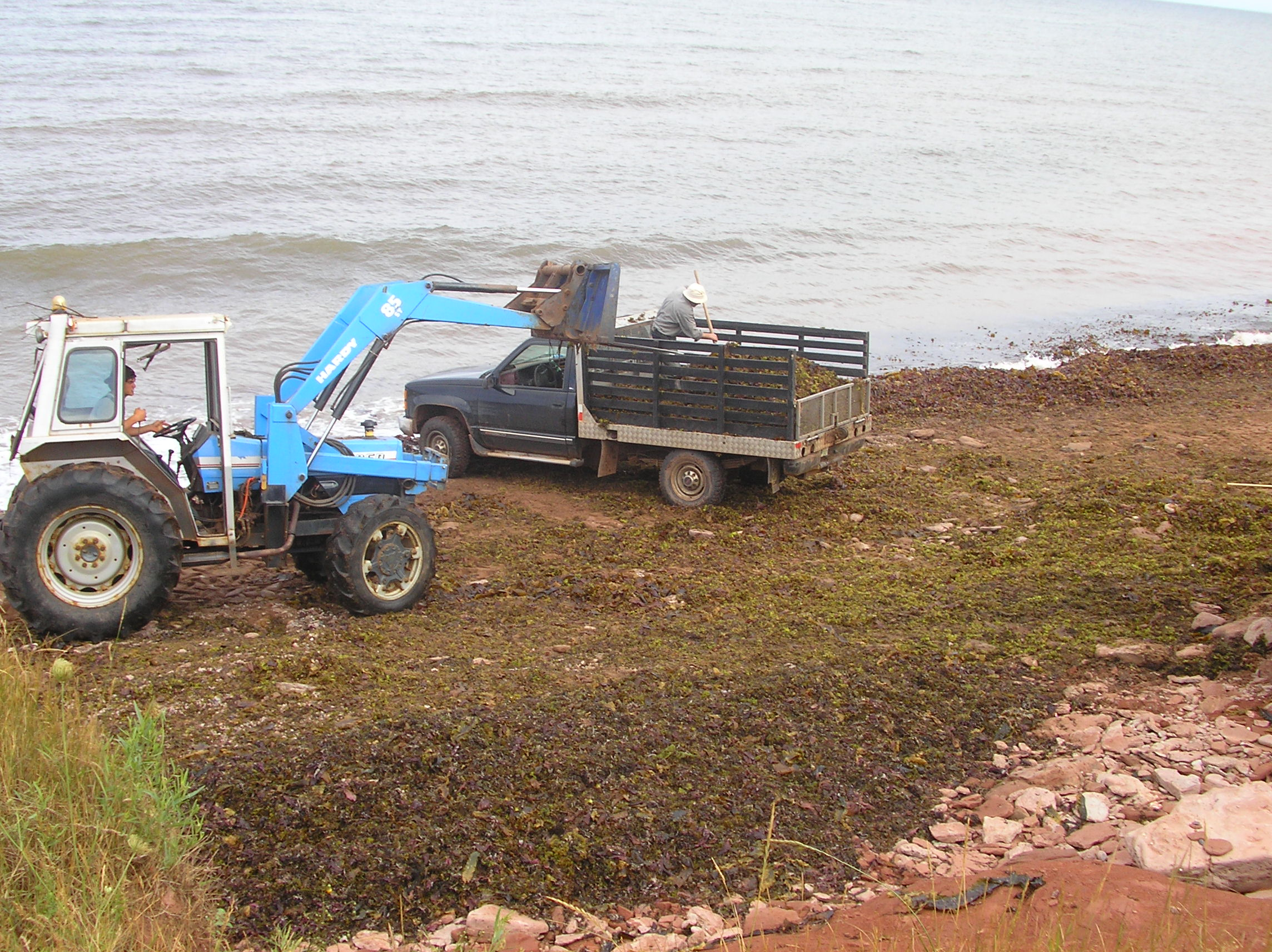
Récolte d'algues à North Cape